# Laurent Béraud
Laurent Béraud (Lyon, 1703 - 1777)  foi um jesuíta, físico e astrônomo francês. 
Foi nomeado em  1740 diretor do observatório de sua cidade natal. Faz algumas observações astronômicas, formando  Jean-Étienne Montucla, Joseph Jérôme Lefrançois de Lalande  e Charles Bossut. 
Estudou a física dos corpos animados, causa do aumento de peso que alguns materiais adquirem na calcinação e sobre a causa e os efeitos do imã, do trovão e a eletricidade.